# WTA German Open 1996
Il WTA German Open 1996 è stato un torneo di tennis giocato sulla terra rossa.
È stata la 84ª edizione del German Open, che fa parte della categoria Tier I nell'ambito del WTA Tour 1996.
Si è giocato al Rot-Weiss Tennis Club di Berlino in Germania dal 13 al 19 maggio 1996.

## Campionesse

### Singolare
Steffi Graf ha battuto in finale  Karina Habšudová con il punteggio di 4–6, 6–2, 7–5.

### Doppio
Meredith McGrath /  Larisa Neiland hanno battuto in finale  Martina Hingis /  Helena Suková con il punteggio di 6–1, 5–7, 7–6(4)